# ドナウ研究所
ドナウ研究所（Danube Institute）は、2013年設立のブダペストを拠点とする保守派の政策シンクタンク。所長はイギリスの政治評論家であるジョン・オサリバン。関係者にマルトニ・ヤノス（ハンガリーの政治家、現任外務大臣）やリシャルト・レグトコ（ポーランドの政治家、哲学者）がいる。
2019年には、ティム・モントゴメリー（Tim Montgomerie）の研究所主催の会合での講演動画が公開され、ハンガリー政府に対するモントゴメリーの見解が物議を醸した。ドナウ研究所の会合で発言した政治家には、他にもオーストラリアの政治家トニー・アボットやケビン・アンドリュースなどがいる。2021年には、フランスの右翼評論家エリック・ゼムールが研究所のインタビューに答えている。